# Evangelische Kirche Rositz

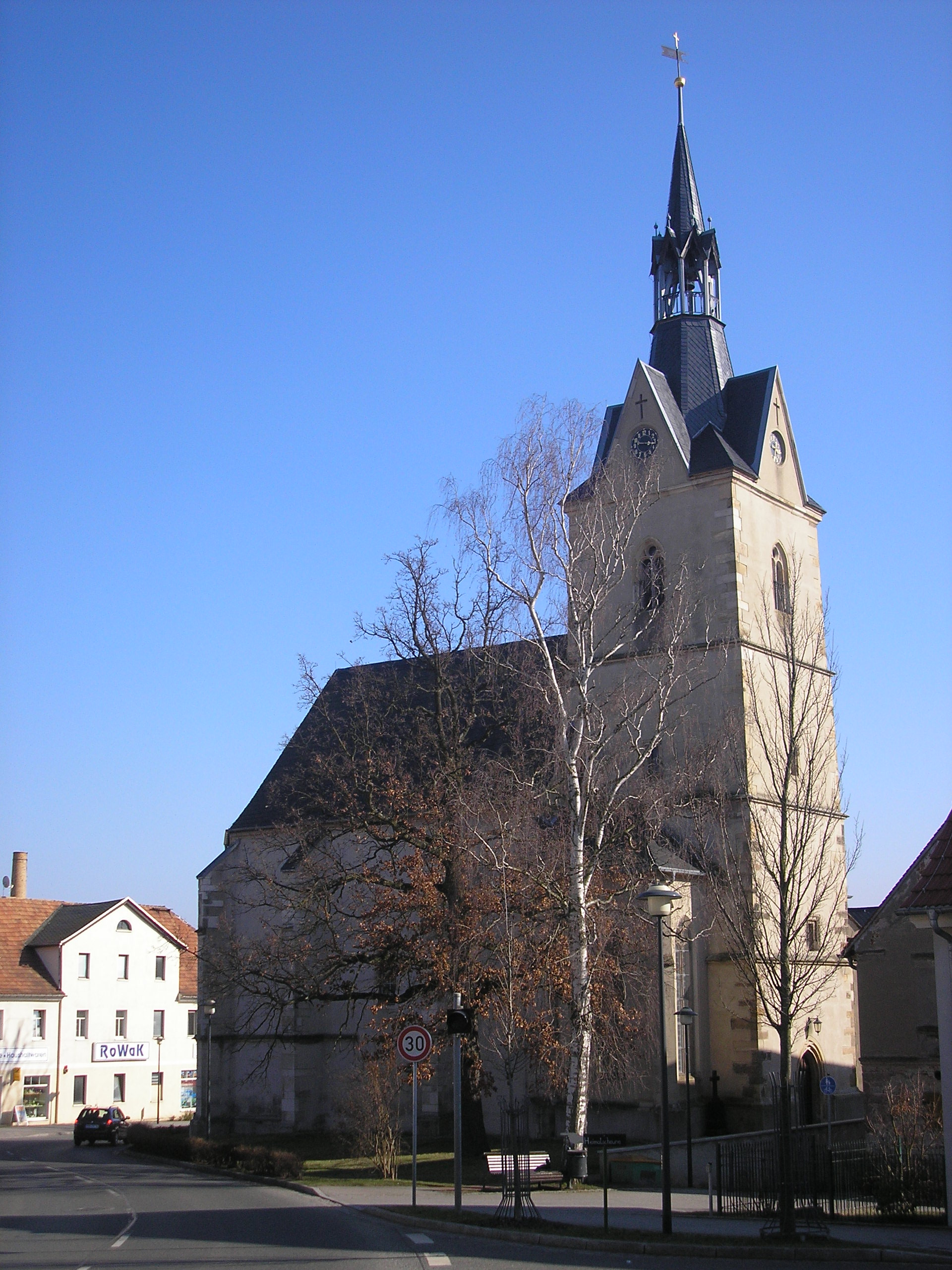
Die evangelische Kirche

Die Evangelische Kirche Rositz steht in der Gemeinde Rositz im Landkreis Altenburger Land in Thüringen.

## Geschichte
Erstmals wurde 1295 in Rositz eine Kirche mit Pfarrer erwähnt. 1516 errichtete die Kirchengemeinde das Gotteshaus nach erweiterten Gesichtspunkten neu. Der Kirchturm blieb unvollständig und bekam vorerst ein Schindeldach. Der Turmbau endete dann mit der barocken Turmhaube 1571. 1566 legte man das Taufregister an. Der Taufstein stammt aus dem Jahr 1582.
Im Jahr 1877 wurde das Gotteshaus umfangreich restauriert. 1716 beschloss die Kirchengemeinde, eine größere Orgel zu kaufen, da die alte Orgel nicht mehr bespielbar war. Die größere Orgel brauchte mehr Platz. Demnach musste erweitert werden und eine Doppelempore eingebaut werden. Zudem baute man ein Treppenhaus an, um auf die Emporen zu gelangen. Die Turmhaube wurde auch ausgewechselt. Der Turm erhielt ein spitzes Dach.
Das Geläut besteht aus drei Glocken. Es wurde mehrfach ausgetauscht. Bis zur Restaurierung 1877 war die älteste Glocke aus dem Jahr 1390. Auch diese Glocken wurden für Kriegszwecke abgeholt. 1954 wurden aus dem Ort Leesen, der dem Braunkohlebergbau weichen musste, zwei Glocken übereignet.